# 2021 في الاتحاد الأوروبي
أحداث عام 2021 في الاتحاد الأوروبي.

## الحكم
- رئيس المجلس الأوروبي
  -  شارل ميشيل
- رئيس المفوضية
  -  أورسولا فون دير لاين
- رئاسة المجلس
  -  البرتغال (كانون الثاني – حزيران 2021)
  -  سلوفينيا (تموز – كانون الأول 2021)
- رئيس البرلمان
  -  ديفيد ساسولي
- الممثل السامي
  -  جوزيب بوريل

## الأحداث

### كانون الثاني
- 6 كانون الثاني - وافقت وكالة الأدوية الأوروبية على لقاح موديرنا للاستخدام داخل الاتحاد الأوروبي.[1][2]

### آذار
- 3 آذار - قرر حزب فيدس المجري بقيادة رئيس الوزراء فيكتور أوربان مغادرة مجموعة EPP, بعد القواعد الجديدة لمجموعة EPP.[3][4]

### نيسان
- 1 نيسان - رئيس الوزراء البولندي ماتيوز موراويكي ووزير الداخلية الإيطالي السابق وزعيم الرابطة الشمالية ماتيو سالفيني يزورون المجر للقاء رئيس الوزراء المجري: فيكتور أوربان . أفادت وسائل الإعلام على نطاق واسع أنهم تحدثوا عن تشكيل مجموعة سياسية محافظة قومية جديدة تابعة للبرلمان الأوروبي لمواجهة مجموعة حزب الشعب الأوروبي.[5][6][7]

### لمحات عامة عن البلد
- الاتحاد الأوروبي
- تاريخ الاتحاد الأوروبي
- مخطط الاتحاد الأوروبي
- سياسة الاتحاد الأوروبي
- حكومة الاتحاد الأوروبي

### الجداول الزمنية ذات الصلة للفترة الحالية
- 2021
- عقد 2020